# Aleksandar Gomeljski
Aleksandar Gomeljski (ruski: Гомельский Александр, Kronstadt 18. siječnja 1928. – Moskva 16. kolovoza 2005.) sovjetski i ruski košarkaški trener. Godine 1995. postao je član Košarkaške Kuće slavnih, a 2007. i član Dvorane slavnih FIBE.

## Klupska karijera
Gomeljski je svoju trenersku karijeru započeo u klubu LGS Spartak iz Lenjingrada. Godine 1953. postaje trener Rige, vojnog kluba i s njim je osvojio pet naslova prvaka Sovjetskog Saveza i tri naslova za redom u Europskom kupu od 1958. do 1960.  1969. godine postavljen je za trenera moskovskog CSKA i na toj poziciji je bio do 1980. godine, osvojivši 9 titula SSSR-a (1970. – 1974., 1976. – 1980.), 2 kupa SSSR (1972. – 1973.) i Kup europskih prvaka 1971. a igrao je i dva puta u finalu ovog natjecanja 1970. i 1973. godine. Također je bio trener sastava iz Španjolske, Francuske i SAD.

## Reprezentativna karijera
Gomeljski je vodio sovjetsku košarkašku reprezentaciju skoro 19 godina, osvojivši pritom 7 naslova prvaka Europe 1961., 1963., 1965., 1967., 1969., 1979., i 1981., 2 titule svjetskog prvaka 1967. i 1982. i zlatnu medalju na Olimpijadi u Seoulu 1988. godine.

## Vanjske poveznice
- FIBA-ina Dvorana slavnih